# Boulsin (Koudougou)
Pour les articles homonymes, voir Boulsin.
Boulsin est un village du département et la commune urbaine de Koudougou, situé dans la province du Boulkiemdé et la région du Centre-Ouest au Burkina Faso.

## Santé et éducation
Le village possède une école primaire publique.